# Hotel Bossert
El Hotel Bossert fue conocido como "el Waldorf-Astoria, de Brooklyn". Fue el lugar de  celebración de los Brooklyn Dodgers en el Campeonato la Serie Mundial.

## Historia
El hotel fue construido por Louis Bossert, un magnate maderero de Brooklyn, en 1908 en el 98 de la calle Montague, en "Brooklyn Heights". Tenía un estilo "Revival del Renacimiento Italiano" en el exterior. Fue diseñado como un hotel de departamentos.
Durante la década de 1920, el Hotel fue conocido por el Marine Roof, un restaurante de dos niveles en la terraza del piso 14 con una dominante vista de Manhattan. El hotel atrajo la atención en 1945, cuando Charles Armijo Woodruff, el undécimo gobernador de la Samoa Americana, se suicidó ahorcándose en su habitación del hotel.
En los años 1950s, el Bossert fue la residencia de varios jugadores de los Brooklyn Dodgers.  Luego del triunfo de los Brooklyn Dodgers a los New York Yankees en la Serie Mundial de 1955, los fanáticos se congregaron en el vestíbulo del hotel y le cantaron al entrenador Walter Alston la canción Es un muchacho excelente.

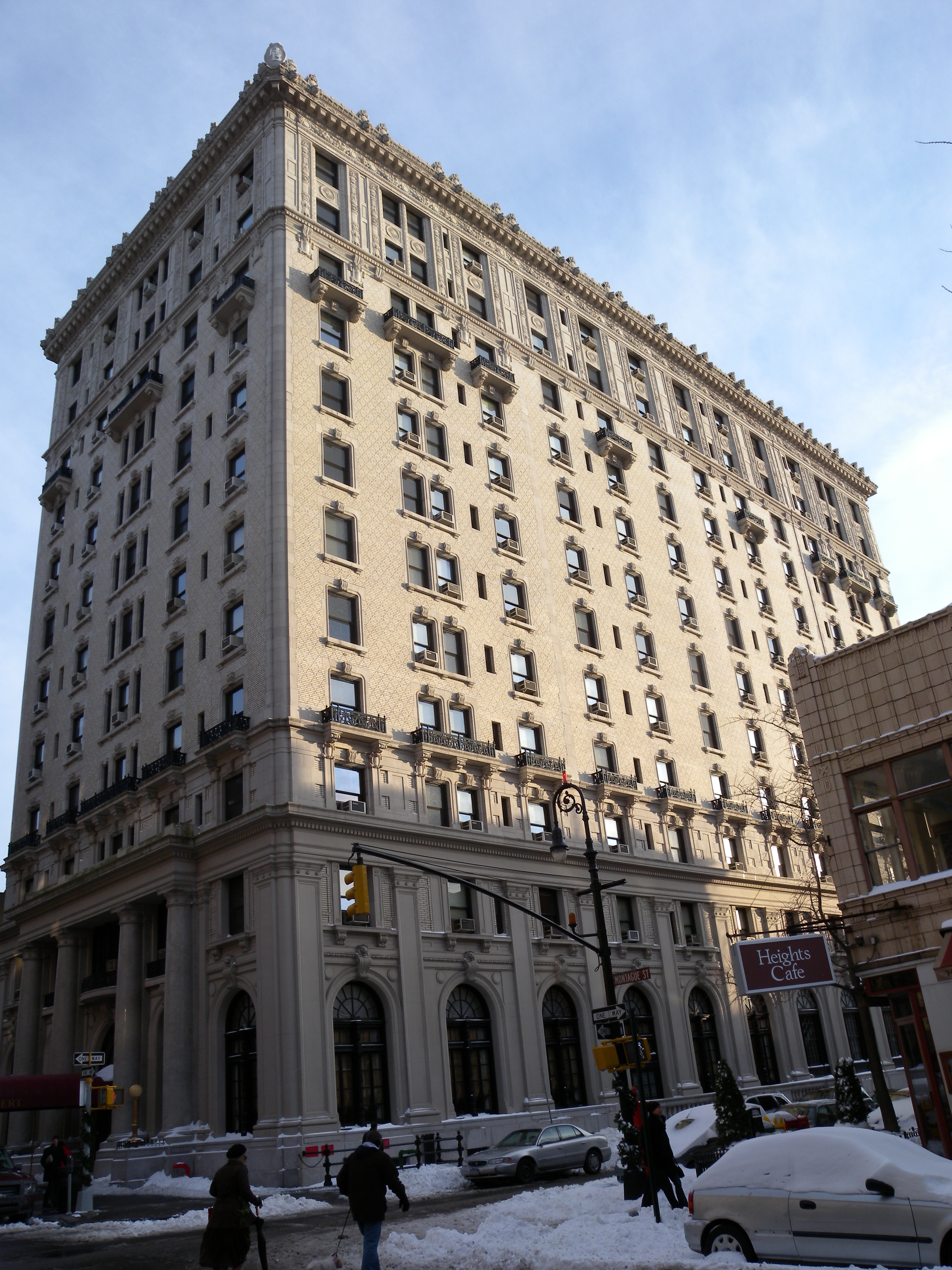

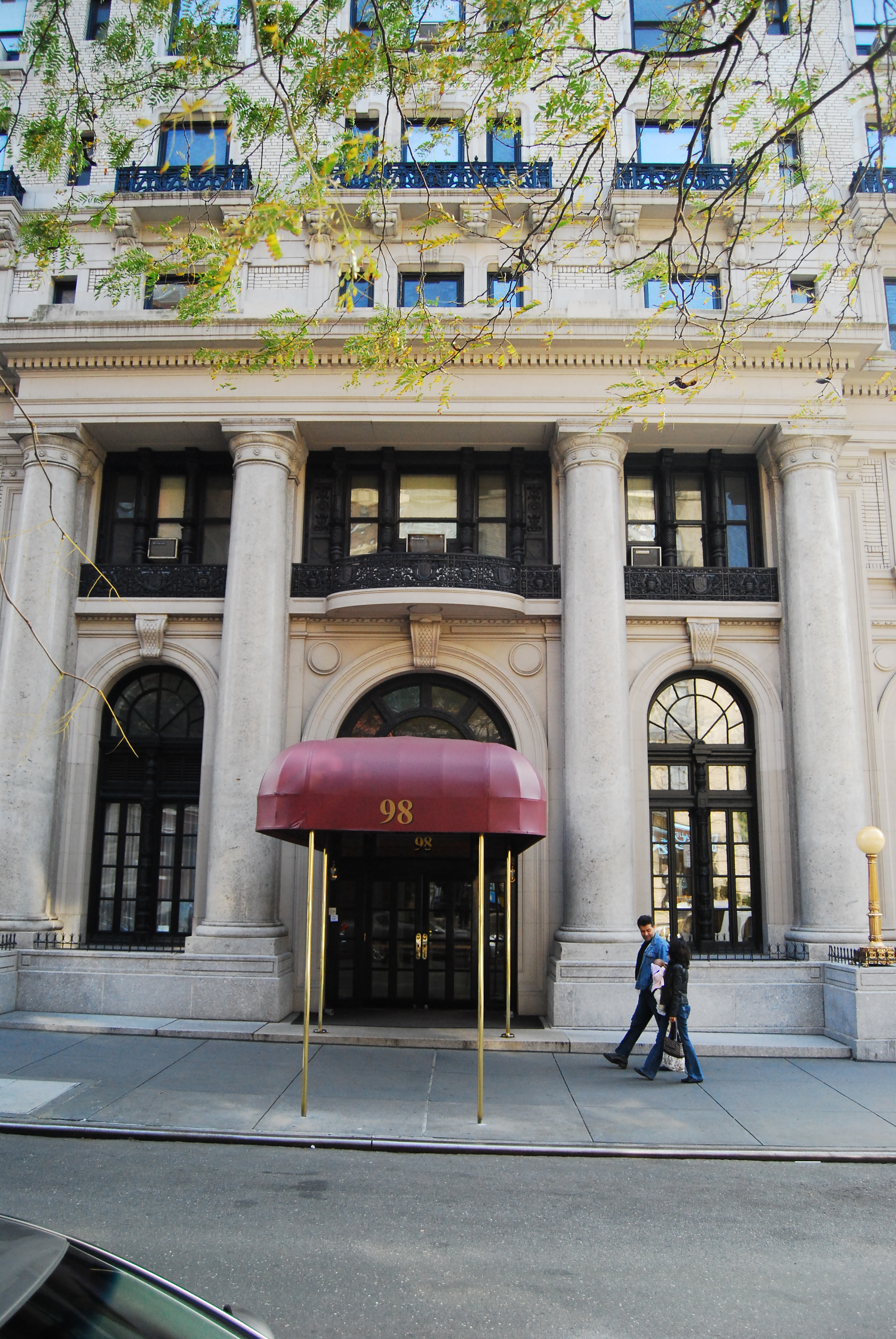
Entrada por la calle Montague

## Compra por la Watchtower, y restauración
En 1983, la Watchtower Bible and Tract Society de Nueva York comenzaron a arrendar espacio en el Bossert para ser usado por los Testigos de Jehová. La sociedad compró el hotel en 1988. Tras su compra, se requiere una intensa restauración de acuerdo con las normas de preservación de la Comisión de Preservación de Monumentos. El famoso Marine Roof se había derrumbado, y un nuevo techo debía ser construido. Además, el vestíbulo estaba en malas condiciones, y más de 230 metros cuadrados del mármol tuvo que ser sustituido. La Watchtower fue a la cantera original para reemplazarlo. Ese esfuerzo cosechó elogios y premios.
A finales de enero de 2008, la Sociedad anunció que vendería el edificio. La venta se llevará a cabo a través de un proceso de licitación a privados, que podría llevar meses. Un agente de bienes raíces locales (Arlene Waye de Awaye Realty) estimó que el edificio estaría en venta en una cifra estimada en US$100 millones. Judi Stanton, presidente de la Brooklyn Heights Association, comentó que "Los Testigos han hecho un trabajo exquisito en la mantención del edificio". Timothy King, socio sénior de la Massey Knakal Realty Services Brooklyn, estuvo de acuerdo en llamar al hotel como "uno de los más singulares y mejor mantenidos trofeos en Brooklyn." Continuó diciendo: "La organización Watchtower es bien conocido por las impecables normas de mantenimiento y el Bossert refleja este nivel de atención. Será un desafío para un nuevo propietario hacer funcionar el edificio con el mismo nivel de cuidado y atención a los detalles."
En noviembre de 2012 la Sociedad Watchtower anunció que el edificio fue vendido a David Bistricer, de Clipper Equity y Chetrit Group.